# 防卫装备转移三原则
防卫装备转移三原则（日语：／）是日本国政府限制武器出口及其应用方面的原则。该原则于2014年4月1日正式制定，建基于国家安全保障战略体制下，是替代原有武器出口三原则的新政府方针。

## 背景
武器出口三原则基本上不允许武器（日本也称兵器）的出口或是国际联合研发，仅在必要之时设下例外规定并执行。而防卫装备转移三原则则是基本认可武器进出口，并在此基础之上设立禁止内容以及严格的审查机制。
在原有的武器出口三原则下，日本的武器出口长年处于事实上不可能的状态。受此影响，日本制造的武器生产量一直不高，无法产生量产效果意味着武器价格高居不下，而日本的国防预算又有不能超过GDP的1%这一不成文规定，高企的武器费用从而限制了国防预算向其他方面的投入。
对追求高性能的现代武器研发而言，包括研发费、生产费、维护费在内的各种成本都趋于高涨，就算是美利坚合众国这样的军事经济超级大国，本国独自进行的研发项目也越来越成为沉重负担。着眼于国际联合研发是世界上武器研制的潮流，防卫装备转移三原则也对此加以顺应。而基于以上考虑，2014年4月1日前便有要求重新审视武器出口三原则的动向出现。
收到关于武器出口的意见后，安倍政府于2013年8月开始正式讨论武器出口三原则，并在2014年3月11日召开的国家安全保障会议上确定防卫装备转移三原则的名称及草案。2014年4月1日，替代武器出口三原则的防卫装备转移三原则正式公布，日本的武器政策也从原先的重视国产，变为进一步推进国际联合研发。
在新三原则下进行防卫装备转移并参加武器的国际联合研发有望促进日本的防卫产业发展，同时减少武器研发费用，帮助日本获取高新技术，日本政府希望借此加强该国的防卫力量。相关事项的管理现由2015年10月1日建立的防卫装备厅全权负责。

## 内容

### 制定目的
有鉴于我国周边的安全保障环境日益严峻，从国际协作精神的视点来看，我国也有必要对此作出更积极的反应。我国的和平与安全难以仅由我国一国保障，国际社会也希望我国能以符合国力的方式发挥更加积极的作用。基于这些事实，我国从基于国际协作精神的积极和平主义的立场出发，在实现我国安全以及亚洲太平洋地区的和平与稳定的同时，为国际社会的和平、稳定及繁荣做出较之以往更加积极的贡献。
为将我国提出的上述国家安全保障基本理念作为具体政策实现，我们再次回顾迄今为止关于防卫装备海外转移的政府方针，在充分注意此前方针发挥的作用之基础上，考察以往例外化的背景经过，并进行全面整理，以此定下适合新安全保障环境的明确原则。

 —  . 防衛省. 2014-04-01  [2014-10-13]. （原始内容存档于2014-10-16） （日语）.

### 主要内容
1. 明确禁止武器转移的情况。　①该当转移违反日本国政府缔结之条约或其他国际协议规定的义务；②该当转移违反联合国安理会决议规定的义务；③成为向冲突当事国（发生武力攻击后，为维护或恢复国际和平与安全，被联合国安理会采取措施的对象国）的转移。若符合以上条件之一，则不允许向海外转移防卫装备。
2. 限制可以允许转移的情况，并进行严格审查和信息公开。将可以允许转移的条件限定为①有助于积极促进对和平之贡献、国际合作；②有助于保障日本安全；等情况，并在确保透明性的同时进行严格的审查。
3. 确保目的外使用及第三国转移相关的妥善管理。作为原则，接受国政府有义务在目的外使用或向第三国转移前征得日本政府的事前同意。

## 应用
2014年7月17日，日本国家安全保障会議许可了2项防卫装备的海外转移。其中1项出口至美国的是三菱重工业生产的爱国者导弹（PAC-2）制导零部件位标器陀螺，使用该配件的导弹预计之后将出口至卡塔尔。另一项是和英国共同进行的导弹研究，双方计划使用三菱电机提供的半导体技术，研究如何提高导弹精度。
2014年12月18日，为促进武器装备向海外转移，日本政府举行有识者会议，讨论该如何进行这方面的支援。会上讨论的内容有，对从日本采购武器的国家和参与他国联合研制武器的日本企业进行资金援助，以及出口装备的使用训练和维护支持方面的计划等等。
2015年，防卫省计划在政府开发援助之外另行建立一套援助制度，对象是从日本的防卫产业链企业购买武器的发展中国家，具体措施在该年夏季完成调整。
2015年5月18日，为参与澳大利亚皇家海军新潜艇的研发，日本国家安全保障会议决定允许向该国转移海上自卫队最新型苍龙级潜艇的技术信息。虽然澳大利亚邀请日本参加该国柯林斯级潜艇更新计划的投标，日本也进行了推销，但澳大利亚总理马尔科姆·特恩布尔最终宣布，联合研发将与法国一同进行。
2015年7月23日，就美国研发中的宙斯盾舰最新系统的相关事项，日本国家安全保障会议决定将向美国出口日本制造的相关软件及零配件。美国此前寻求技术方面更优的日本企业参与一种舰载设备的研发，该设备负责将目标物体的位置信息在多个显示器上显示并共享。
2016年8月31日，日本国家安全保障会议许可TC-90向菲律宾转移。TC-90是海上自卫队的教练机，此次转移将向菲律宾海军有偿出借最多5架TC-90，菲律宾在南中国海的监视能力将得到强化。另外，本次转移也是自卫队首次向其他国家提供自己的装备。
战机方面，印度海军和海岸警卫队有引入US-2的计划。日本政府另外还有在推销P-1和C-2战机。
2017年3月22日，日本和意大利在G7峰会上开始进行防卫装备和技术转移的谈判，后于5月22日签署日意防卫装备品和技术转移协定。
2017年7月19日，日本与德国缔结防卫装备品协定，德国是第8个与日本签订该类协定的国家。
2020年8月28日菲律賓國防部與日本三菱電機簽署雷達出口協議，價值1億美元，包含3座固定式警戒管制雷達和1座移動式雷達。
2023年12月，日本批准了一项变更放宽防卫装备品出口规则。2024年3月26日，日本內閣批准将日本与英国和意大利共同开发的未来下一代战机出售给其他国家。這是日本第一次允许出口与其他国家共同生产的致命武器。

## 相关装备
- P-1
  - 泰国皇家海军表示感兴趣[23]。
- US-2（日语：US-2 (航空機)）
  - 印度海军和海岸警卫队计划引入[22]。
  - 印度尼西亚海军正讨论是否引入[31]。
  - 泰国皇家海军表示感兴趣[23]。
- TC-90（日语：TC-90 (航空機)）
  - 计划有偿出借给菲律宾海军5架[20][21]。
- C-2
  - 阿拉伯联合酋长国表示感兴趣[24]。

## 相关批评

### 日本舆论反响
“防卫装备转移三原则”宣布通过后，日本一些媒体和政界人士发表评论和讲话，批评新的“三原则”践踏了日本宪法的和平原则和精神。《东京新闻》援引名古屋学院大学和平学学者饭岛滋明的话说，安倍政府打着国际合作的名义欺瞒国民，打算充当出口军火的“死亡商人”。

### 民间抗议行动
“防卫装备转移三原则”通过后的当日，有不少日本民众在首相官邸前发起游行抗议此举，并表示反对安倍政权，他们纷纷举着“坚决反对可以出售武器的国家”、“反对武器出口内阁决议”、“反对战争”、“反对集体自卫权”的标语。一位叫伊地智的女士表示：“安倍在愚人节对日本国民犯了两宗罪，第一宗罪是违反《宪法》第九条，使得日本可以出口武器，背叛了和平理念；第二宗罪是践踏日本国民主权，强行通过内阁决议。”她还表示对安倍的“罪行”绝不原谅。

### 境外评论
该原则通过后，美国、韩国、中国均已发表与反对原则有关的评论。韩国外交部发言人赵泰永称“希望日本政府考虑到周边国家的感受，在推行新政策时奉行公开透明的原则”；《纽约时报》评论称“安倍政府抛弃坚持近半个世纪的武器出口禁令，这让日本离战后的和平主义又远了一步”；而中华人民共和国外交部发言人洪磊表示，中方希望日方深刻吸取历史教训，重视亚洲邻国的安全关切，顺应时代潮流，走和平发展道路，多做有利于地区和平稳定的事。